# Luiz Adriano
Luiz Adriano de Souza da Silva (Porto Alegre, 12 de abril de 1987) é um futebolista brasileiro que atua como centroavante. Atualmente está sem clube.

## Carreira

### Internacional
Foi, junto com Alexandre Pato, uma das jovens promessas descobertas pelo Internacional pouco antes do Mundial de Clubes da FIFA de 2006.
O melhor momento de sua carreira foi na disputa do Mundial de Clubes, onde foi campeão com o Colorado na decisão contra o Barcelona. Com apenas 17 anos, Luiz Adriano marcou o gol do Inter que decidiu a vitória por 2–1 contra o Al-Ahly, do Egito, garantindo vaga para a final e ajudando a construir o gol da vitória sobre os espanhóis.

### Shakhtar Donetsk

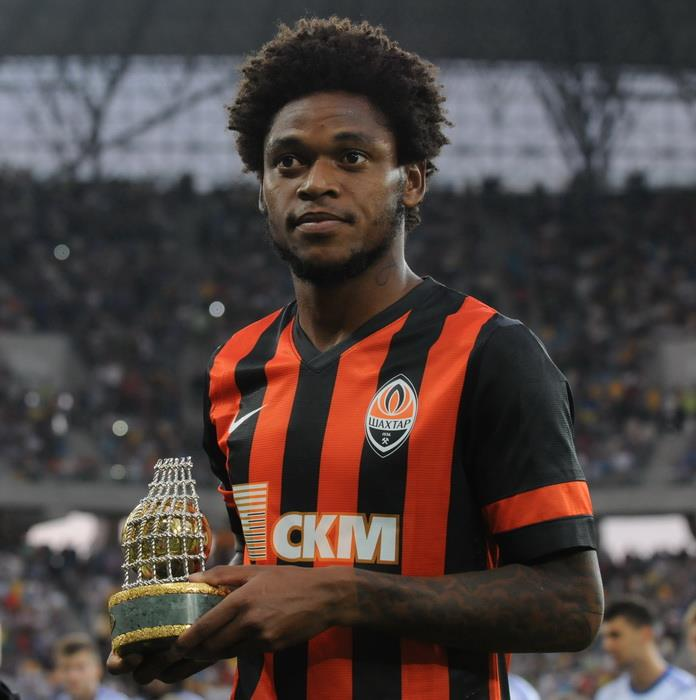
Luiz Adriano pelo Shakhtar em 2014

Em 2 de março de 2007, o atleta foi vendido ao Shakhtar Donetsk por 3 milhões de euros (9 milhões de reais).
No Shakhtar, Luiz Adriano foi buscando seu espaço e cada vez mais se tornou ídolo por parte da torcida.
Na final da Copa da UEFA de 2008–09, contra o Werder Bremen, da Alemanha, o atacante teve boa atuação e acabou marcando o primeiro gol na vitória por 2–1, em jogo realizado no Estádio Şükrü Saraçoğlu.
Tornou-se o maior artilheiro do Shakhtar Donetsk no dia 21 de outubro de 2014, depois de marcar cinco gols em uma surpreendente goleada por 7–0 contra o BATE Borisov, em jogo válido pela Liga dos Campeões da UEFA. Na ocasião, Luiz Adriano chegou a 117 gols e superou o ucraniano Andriy Vorobei, que fez 114.

### Milan
Foi anunciado como novo reforço do Milan no dia 2 de julho de 2015, assinando contrato até 30 de junho de 2020. Os italianos pagaram 8 milhões de euros (cerca de 27 milhões de reais) por Luiz Adriano, e o jogador recebeu a camisa 9 que já pertenceu a Filippo Inzaghi — um dos maiores artilheiros da história do clube. Estreou oficialmente no dia 17 de agosto, marcando o segundo gol na vitória por 2–0 contra o Perugia, em jogo válido pela Copa da Itália.
Por conta do alto salário e das atuações irregulares, o atacante deixou o Milan em dezembro de 2016, após um ano e meio. No total, atuou em 36 partidas e marcou apenas seis gols.

### Spartak Moscou
No dia 17 de janeiro de 2017, o clube russo Spartak Moscou anunciou a contratação de Luiz Adriano, pagando 1 milhão de euros (R$ 3,4 milhões), um valor baixo considerando o que o Milan pagou. O clube italiano alegou a venda pelo motivo do alto salário, e como o jogador estava jogando no nível abaixo do esperado, decidiram aceitar a proposta do clube russo.
Depois de três amistosos (contra Copenhagen, Rubin Kazan e Aalesunds respectivamente) disputados pelo Spartak, nos quais marcou uma vez cada, o jogador fez sua estreia na Premier League Russa no dia 5 de março, na partida contra o Krasnodar, marcando um dos gols dois gols do Spartak.
Pelo clube russo, o atacante disputou 79 partidas, nas quais se tornou autor de 25 gols marcados, além de ter dado 15 assistências. Com o Spartak, Luiz Adriano sagrou-se campeão da Rússia, além de dono da Supercopa da Rússia.

### Palmeiras
Foi anunciado como reforço do Palmeiras em julho de 2019, assinando contrato até julho de 2023. Apresentado no dia 8 de agosto, Luiz Adriano recebeu a camisa 10 e agradeceu recepção do elenco. O jogador realizou sua estreia quatro dias depois, num empate em 2–2 contra o Bahia pelo Campeonato Brasileiro, no Allianz Parque. Seu primeiro gol com a camisa palestrina saiu em agosto, em derrota por 2–1 para o Grêmio, no Pacaembu, pelas quartas-de-final da Libertadores, partida em que o alviverde foi eliminado pelo tricolor. Em setembro, contra o Fluminense pelo Campeonato Brasileiro, marcou seu primeiro hat-trick pelo Palmeiras ao fazer os três gols da vitória por 3–0 no Allianz Parque.

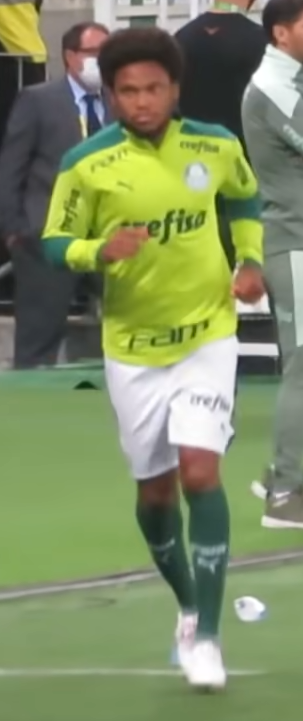
Luiz Adriano pelo Palmeiras em 2021

Em março de 2020, o atacante fez os três gols do Palmeiras na vitória por 3–1 sobre o Guaraní no Allianz Parque, pela fase de grupos da Libertadores; com isso, tornou-se o terceiro brasileiro a fazer um hat-trick pela Libertadores e também pela Liga dos Campeões da UEFA, ao lado de Neymar e Jadson. Jogando pelo Campeonato Paulista, Luiz Adriano fez o gol que abriu o placar no empate por 1–1 na partida de volta da final contra o Corinthians; o alviverde sagrou-se campeão após doze anos ao vencer por 5–4 nos pênaltis. Em outubro, fez dois gols numa vitória por 3–0 contra o Atlético Goianiense, em Goiânia. Em dezembro, na partida de volta das semifinais da Copa do Brasil contra o América Mineiro, fez o gol que abriu o placar e viu o Palmeiras se classificar para a final ao vencer por 2–0. Em janeiro de 2021, marcou o segundo gol da vitória por 3–0 contra o River Plate, na Argentina, pela partida de ida das semifinais da Libertadores. Duas semanas depois, fez dois gols na vitória por 4–0 contra o Corinthians, no Allianz Parque, pelo Campeonato Brasileiro. No fim do mês, sagrou-se campeão da Libertadores ao jogar os noventa minutos da final vencida por 1–0 contra o Santos. Em março, conquistou mais um título pelo Palmeiras, desta vez, a Copa do Brasil, onde o alviverde venceu o Grêmio nas duas partidas da final; foi a quarta conquista do Palmeiras na sua história. Finalizou a temporada como artilheiro da equipe, com vinte gols.
Já pela temporada de 2021, entretanto, não conseguiu manter o mesmo nível, vivendo uma temporada com polêmicas. Figurando mais vezes como reserva, Luiz Adriano chegou a viver um jejum de dois meses sem marcar pelo Palmeiras. Sua relação com a torcida deteriorou em dois episódios em outubro: primeiro, quando, em partida contra o Bragantino, no Allianz Parque, pelo Campeonato Brasileiro, o atacante discutiu com um torcedor na arquibancada. Dias depois, em partida contra o Sport, fez o gol de empate do Palmeiras na vitória por 2–1, e comemorou fazendo sinal de silêncio para a torcida; o atacante acabou sendo advertido pela diretoria do Palmeiras e emitiu um comunicado pedindo desculpas.
Em janeiro de 2022, o diretor de futebol do Palmeiras, Anderson Barros, anunciou em entrevista coletiva que Luiz Adriano não fazia mais parte do planejamento para a temporada e que estaria afastado do grupo, sendo liberado para buscar um novo clube. No dia 1 de fevereiro, entrou em acordo com o Palmeiras e rescindiu seu vínculo.

### Antalyaspor
Foi anunciado pelo Antalyaspor no dia 3 de fevereiro, assinando contrato até junho de 2023. O atacante realizou sua estreia no dia em 6 de fevereiro, sendo titular num empate em 0–0 contra o Besiktas, válido pela 24ª rodada da Süper Lig. Marcou seu primeiro gol pelo clube turco no dia 19 de fevereiro, em uma vitória por 2–1 contra o Malatyaspor, válida pela Süper Lig.
Após pouco mais de um ano, rescindiu seu contrato com o clube no dia 21 de fevereiro de 2023. No total pelo Antalyaspor, o centroavante atuou em 38 jogos, marcou oito gols e deu três assistências.

### Retorno ao Internacional
Teve o seu retorno oficializado pelo Internacional no dia 22 de fevereiro de 2023, voltando ao clube que o revelou após 16 anos. O jogador assinou em definitivo com o Colorado até junho de 2024. Marcou um importante gol no dia 5 de agosto, nos acréscimos, garantindo o empate por 2–2 contra o Corinthians, no Beira-Rio, em jogo válido pela 18ª rodada do Campeonato Brasileiro.
Sem espaço na equipe após as contratações de Lucas Alario e Rafael Santos Borré, Luiz Adriano rescindiu seu contrato no dia 1 de março de 2024.

### Vitória
Logo após deixar o Inter, foi anunciado como reforço do Vitória no dia 11 de março, assinando contrato até o final do ano. Luiz Adriano marcou seu primeiro gol pelo clube no dia 27 de março, pela Copa do Nordeste, num triunfo por 3–0 contra o Treze. No entanto, mesmo com o resultado positivo, o Leão foi eliminado da competição, pois dependia de uma combinação de resultados.
Depois de ser afastado em junho, o jogador entrou em consenso com a diretoria e teve o seu contrato rescindido de maneira amigável. No total, Luiz Adriano atuou em 13 jogos pelo Vitória, sendo titular em três, e marcou apenas um gol.

## Seleção Nacional

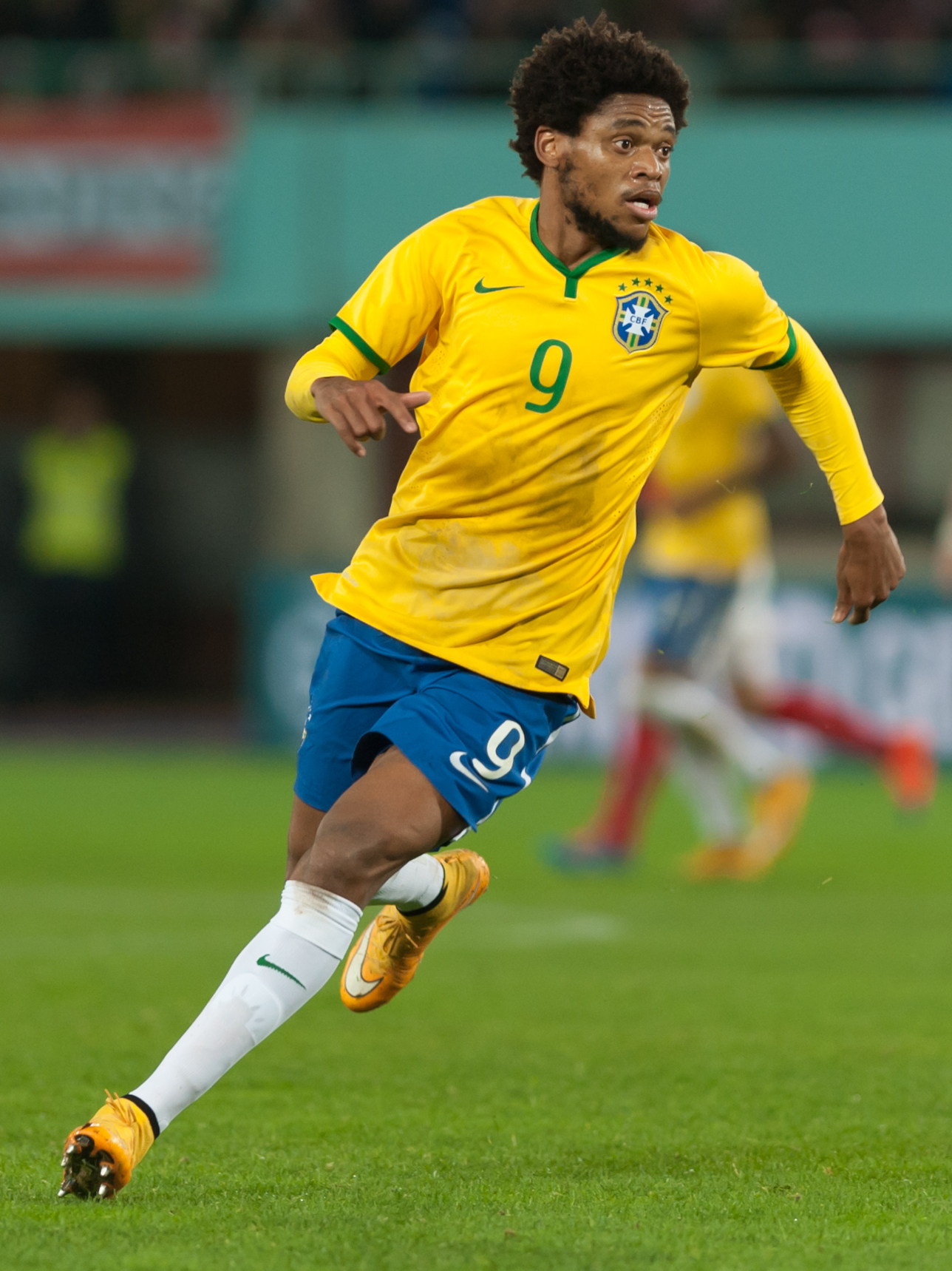
Luiz Adriano pelo Brasil em novembro de 2014

### Sub-20
Pela Seleção Brasileira Sub-20 em 2007, ao lado de Alexandre Pato e Lucas Leiva, Luiz Adriano foi campeão do Sul-Americano, onde marcou dois gols em sete partidas. Foi convocado para o Mundial Sub-20 do mesmo ano, onde o Brasil acabou caindo nas oitavas de final, frente a Espanha.

### Principal
Em 23 de outubro de 2014, foi convocado pela primeira vez para a Seleção Brasileira principal.

## Estatísticas
Atualizadas até 17 de novembro de 2021

### Clubes
| Clube             | Temporada         | Campeonato nacional | Campeonato nacional | Campeonato nacional | Copa nacional[a] | Copa nacional[a] | Copa nacional[a] | Competições continentais[b] | Competições continentais[b] | Competições continentais[b] | Outros torneios[c] | Outros torneios[c] | Outros torneios[c] | Total | Total | Total   |
| Clube             | Temporada         | Jogos               | Gols                | Assist.             | Jogos            | Gols             | Assist.          | Jogos                       | Gols                        | Assist.                     | Jogos              | Gols               | Assist.            | Jogos | Gols  | Assist. |
| ----------------- | ----------------- | ------------------- | ------------------- | ------------------- | ---------------- | ---------------- | ---------------- | --------------------------- | --------------------------- | --------------------------- | ------------------ | ------------------ | ------------------ | ----- | ----- | ------- |
| Internacional     | 2006              | 13                  | 1                   | 0                   | —                | —                | —                | —                           | —                           | —                           | 2                  | 1                  | 0                  | 10    | 2     | 0       |
| Internacional     | 2007              | 8                   | 1                   | 0                   | —                | —                | —                | 1                           | 0                           | 0                           | —                  | —                  | —                  | 14    | 1     | 0       |
| Internacional     | Total             | 21                  | 2                   | 0                   | 0                | 0                | 0                | 1                           | 0                           | 0                           | 2                  | 1                  | 0                  | 24    | 3     | 0       |
| Shakhtar          | 2006–07           | 5                   | 0                   | 0                   | 1                | 0                | 0                | —                           | —                           | —                           | —                  | —                  | —                  | 6     | 0     | 0       |
| Shakhtar          | 2007–08           | 13                  | 4                   | 2                   | 5                | 1                | 1                | 1                           | 0                           | 0                           | —                  | —                  | —                  | 19    | 5     | 3       |
| Shakhtar          | 2008–09           | 12                  | 4                   | 1                   | 3                | 1                | 1                | 14                          | 4                           | 2                           | 0                  | 0                  | 0                  | 29    | 9     | 4       |
| Shakhtar          | 2009–10           | 23                  | 11                  | 3                   | 1                | 0                | 0                | 11                          | 6                           | 1                           | 1                  | 0                  | 0                  | 36    | 17    | 4       |
| Shakhtar          | 2010–11           | 21                  | 10                  | 0                   | 5                | 4                | 3                | 10                          | 4                           | 0                           | 1                  | 2                  | 0                  | 37    | 20    | 3       |
| Shakhtar          | 2011–12           | 23                  | 12                  | 3                   | 5                | 1                | 0                | 6                           | 3                           | 0                           | 1                  | 0                  | 0                  | 37    | 16    | 3       |
| Shakhtar          | 2012–13           | 19                  | 7                   | 4                   | 5                | 4                | 3                | 7                           | 3                           | 2                           | 1                  | 1                  | 0                  | 32    | 15    | 9       |
| Shakhtar          | 2013–14           | 25                  | 20                  | 3                   | 5                | 2                | 1                | 8                           | 3                           | 0                           | 1                  | 0                  | 0                  | 39    | 25    | 4       |
| Shakhtar          | 2014–15           | 21                  | 9                   | 10                  | 4                | 3                | 0                | 7                           | 9                           | 3                           | 1                  | 0                  | 0                  | 33    | 21    | 13      |
| Shakhtar          | Total             | 162                 | 77                  | 26                  | 34               | 16               | 9                | 64                          | 32                          | 8                           | 6                  | 3                  | 0                  | 266   | 128   | 43      |
| Milan             | 2015–16           | 26                  | 4                   | 1                   | 3                | 2                | 0                | —                           | —                           | —                           | —                  | —                  | —                  | 29    | 6     | 1       |
| Milan             | 2016–17           | 7                   | 0                   | 0                   | 0                | 0                | 0                | —                           | —                           | —                           | —                  | —                  | —                  | 7     | 0     | 0       |
| Milan             | Total             | 33                  | 4                   | 1                   | 3                | 2                | 0                | —                           | —                           | —                           | —                  | —                  | —                  | 36    | 6     | 1       |
| Spartak Moscou    | 2016–17           | 8                   | 2                   | 0                   | 0                | 0                | 0                | —                           | —                           | —                           | —                  | —                  | —                  | 8     | 2     | 0       |
| Spartak Moscou    | 2017–18           | 25                  | 10                  | 6                   | 4                | 1                | 0                | 8                           | 3                           | 0                           | 1                  | 1                  | 0                  | 38    | 15    | 6       |
| Spartak Moscou    | 2018–19           | 12                  | 2                   | 3                   | 0                | 0                | 0                | 4                           | 1                           | 1                           | 0                  | 0                  | 0                  | 16    | 3     | 4       |
| Spartak Moscou    | Total             | 45                  | 14                  | 9                   | 4                | 1                | 0                | 12                          | 4                           | 1                           | 1                  | 1                  | 0                  | 62    | 22    | 10      |
| Palmeiras         | 2019              | 13                  | 6                   | 1                   | 0                | 0                | 0                | 2                           | 1                           | 0                           | 0                  | 0                  | 0                  | 15    | 7     | 1       |
| Palmeiras         | 2020              | 24                  | 10                  | 3                   | 7                | 2                | 0                | 7                           | 5                           | 0                           | 18                 | 3                  | 1                  | 56    | 20    | 4       |
| Palmeiras         | 2021              | 19                  | 3                   | 2                   | 2                | 0                | 0                | 7                           | 1                           | 2                           | 9                  | 1                  | 0                  | 35    | 5     | 4       |
| Palmeiras         | Total             | 56                  | 19                  | 6                   | 8                | 2                | 0                | 16                          | 7                           | 2                           | 25                 | 4                  | 1                  | 106   | 32    | 9       |
| Total na carreira | Total na carreira | 317                 | 116                 | 42                  | 49               | 21               | 9                | 93                          | 43                          | 11                          | 36                 | 9                  | 1                  | 495   | 189   | 63      |

- a. ^ Jogos da Copa da Ucrânia e Coppa Italia
- b. ^ Jogos da Copa Libertadores da América, Liga Europa da UEFA e Liga dos Campeões da UEFA
- c. ^ Jogos do Copa do Mundo de Clubes da FIFA, Supercopa da Ucrânia, Supercopa da UEFA, International Champions Cup, Audi Cup, Supercopa da Rússia, Campeonato Paulista e amistosos

## Títulos
Internacional
- Mundial de Clubes da FIFA: 2006

Shakhtar Donetsk
- Campeonato Ucraniano: 2007–08, 2009–10, 2010–11, 2011–12, 2012–13 e 2013–14
- Supercopa da Ucrânia: 2008, 2010, 2012 e 2013
- Copa da Ucrânia: 2008–09, 2010–11, 2011–12 e 2012–13
- Copa da UEFA: 2008–09

Milan
- Supercopa da Itália: 2016

Spartak Moscou
- Premier League Russa: 2016–17
- Supercopa da Rússia: 2017

Palmeiras
- Florida Cup: 2020
- Campeonato Paulista: 2020
- Copa Libertadores da América: 2020 e 2021
- Copa do Brasil: 2020

Seleção Brasileira Sub-20
- Campeonato Sul-Americano Sub-20: 2007

### Artilharias
- Copa da Ucrânia de 2012–13 (4 gols)
- Campeonato Ucraniano de 2013–14 (20 gols)
- Maior goleador da história do Shakhtar Donetsk (128 gols) [46][47]

### Prêmios individuais
- Seleção da Copa Libertadores da América: 2020[48]